# Puurs
Puurs es una localidad situada en el municipio de Puurs-Sint-Amands, en la provincia de Amberes, Bélgica.
Fue un municipio independiente hasta su fusión con Sint-Amands, que entró en vigor el 1 de enero de 2019.
Su geografía muestra solo pequeñas diferencias de elevación (por lo que es básicamente plana), siendo una localidad principalmente rural, con un desarrollo de industria de baja intensidad en el norte. Sin embargo, debido a su proximidad a las ciudades de Amberes y Bruselas (ambas dentro de un radio de 25 km) y su excelente accesibilidad, Puurs se está convirtiendo cada vez más en una ciudad residencial.

## Demografía

### Evolución
El siguiente gráfico refleja la evolución demográfica del antiguo territorio municipal hasta su disolución, el 1 de enero de 2019.
| Gráfica de evolución demográfica de Puurs entre 1846 y 2018 |
|                                                             |